# Quercus pungens
Quercus pungens, és conegut amb el nom comú en anglès sandpaper oak o scrub oak, és un arbre o petit arbre perennifoli o quasi perennifoli que pertany al grup dels roures blancs i és endèmic al centre sud d'Amèrica del Nord. Hi ha una varietat reconeguda, Quercus pungens var. vaseyana. el Quercus pungens s'hibrida amb el Quercus grisea, en les muntanyes de Guadalupe de Nou Mèxic i Texas.

## Distribució
Quercus pungens i Quercus vaseyana són abundants a l'altiplà d'Edwards i a la regió Trans-Pecos de Texas. També estan presents en les Muntanyes de Guadalupe i cap a l'oest fins a les muntanyes del sud-est d'Arizona i el sud-oest de Nou Mèxic, i als estats de Chihuahua i Coahuila de Mèxic.

## Descripció
Quercus pungens pot ser un arbre petit de fins a 40 metres d'altura o un arbust gran que forma matolls. L'escorça és de color marró clar i semblant al paper. Les branques són grises, amb pèls curts de vellut, arribant a ser suau amb l'edat. Els brots són de color vermell marró fosc, escassament cobert de pèls. Les fulles coriàcies són semiperennes, sent verd molt brillant al principi, però tornant més fosc amb l'edat. Les fulles tenen una textura rugosa, causada per minutes bases de pèls persistents. La inflorescència, que apareix a la primavera, és de color vermellós, els aments femenins té d'un a tres flors masculines i les flors aments nombroses. Les glans són poc profundes i cobertes de densos pèls grisos. Les glans creixen sols o en parelles i són de color marró clar, àmpliament ovoïdal amb l'àpex arrodonit.

## Hàbitat
L'hàbitat preferit d'aquests roures es troba en pedra calcària seca o vessants volcàniques a una alçada d'entre 800 i 2000 metres sobre el nivell del mar, en el chaparral i en matollars desèrtics de sabana, en general en les comunitats de roures, ginebres i pins pinyoners. En les formacions de garrigues en les muntanyes de Guadalupe, és una de les espècies dominants i creix al costat d'una veritable muntanya de caoba, Cercocarpus montanus i Ceanothus greggii. Altres plantes associats que s'inclouen són Quercus mohriana, Juniperus monosperma, Opuntia imbricata, Opuntia phaeacantha, Ungnadia speciosa, Diospyros texana, Erioneuron pilosum i Quercus fusiformis.